# Hausgebärde

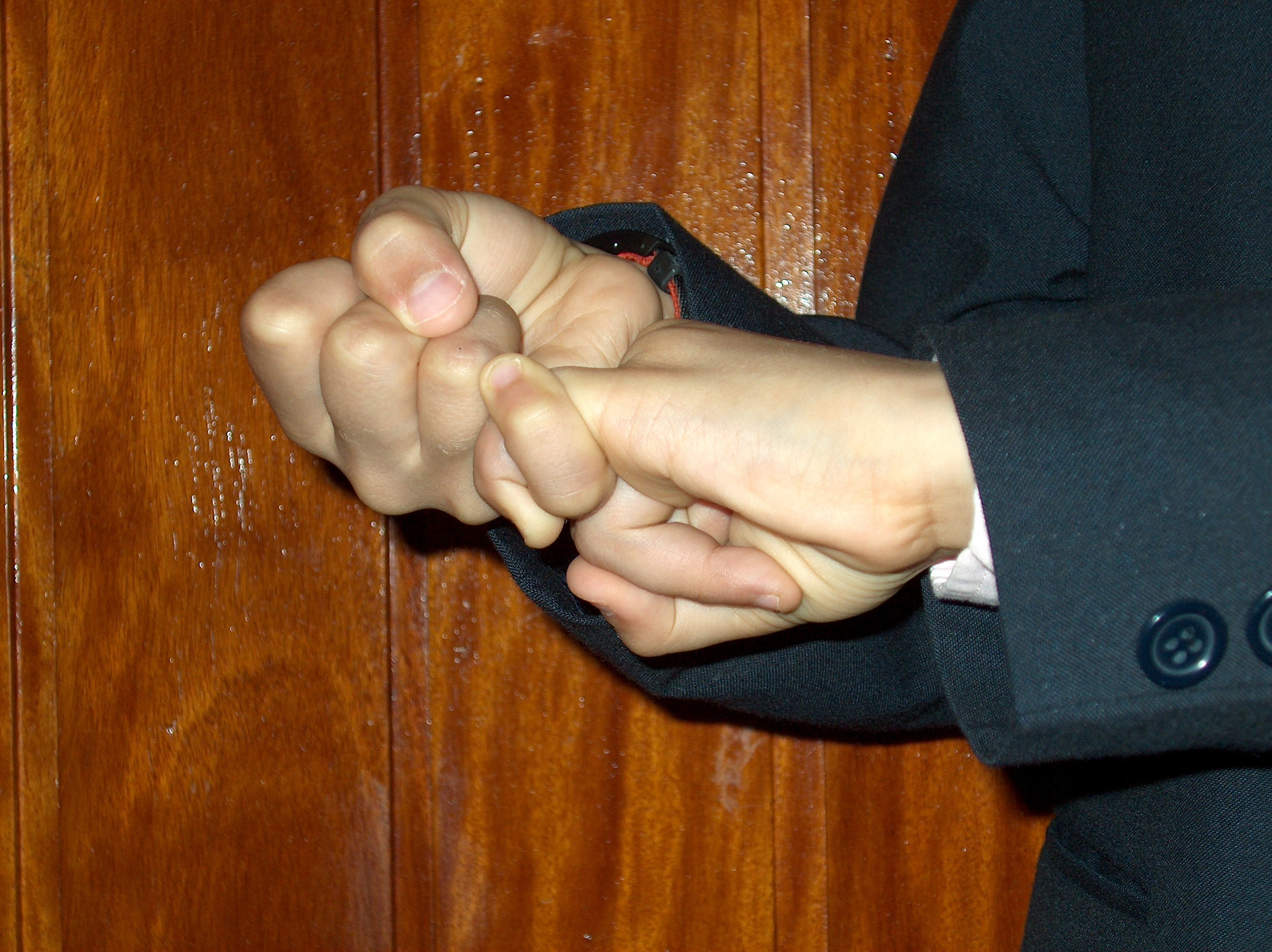
Bild einer Geste einer Hausgebärde

Eine Hausgebärde (englisch home sign oder kitchen sign) ist ein gestisches Kommunikationssystem, dass oft spontan von gehörlosen Kindern im häuslichen oder heimatlichen Umfeld erfunden wird, denen sprachliche Mittel fehlen. Hausgebärdensysteme entstehen oft in Familien, in denen gehörlose Kinder von hörenden Eltern aufgezogen werden und von der Gehörlosengemeinschaft isoliert sind. Da das gehörlose Kind weder Gebärdensprache noch Lautsprache erhält, werden diese Kinder als sprachlich isoliert bezeichnet. Mit Hausgebärdensprachkursen versucht man dieser Isolation dann oft entgegenzuwirken. Diese Idee geht auf Karin Kestner zurück.
Da das Hausgebärdensystem dann regelmäßig als Kommunikationsform des Kindes verwendet wird, kann es sich zu einem komplexeren System als nur einfache Gesten entwickeln. Obwohl diese Systeme nicht als vollständige Sprachen betrachtet werden, können sie als linguistisches Phänomen klassifiziert werden, die ähnliche Merkmale wie Gebärden- und Lautsprachen aufweisen.
Hausgebärdensysteme weisen ein hohes Maß an innerer Komplexität auf und verwenden Gesten mit konsistenten Bedeutungen, Wortstellungen und grammatikalischen Kategorien. Linguisten interessieren sich für Hausgebärdensysteme, um Einblicke in die menschliche Fähigkeit zu gewinnen, Sprache zu erzeugen, zu erwerben und zu verarbeiten.
Hausgebärden können unter Umständen auch zur Entstehung neuer Gebärdensprachen beitragen, wenn sich gehörlose Kinder treffen und ihre Hausgebärden austauschen, sodass diese von Generation zu Generation weitergegeben und modifiziert werden. Den nächsten Entwicklungsschritt zu einer neuen Gebärdensprache nennt man Dorfgebärdensprache.

## Merkmale
Im Jahr 1987 legte Nancy Frishberg einen Rahmen für die Identifizierung und Beschreibung häuslicher Zeichensysteme vor. Sie stellt fest, dass sich die Hausgebärden von Gebärdensprachen dadurch unterscheiden, dass sie:
- keine konsistente Bedeutung-Symbol-Beziehung haben,
- nicht von Generation zu Generation weitergegeben werden,
- nicht von einer großen Gruppe geteilt werden
- und in einer Gemeinschaft von Gebärdenden nicht als gleich betrachtet werden.

Es gibt jedoch bestimmte „widerstandsfähige“ Eigenschaften dieser Systeme, sodass deren Entwicklung ohne Anleitung eines konventionellen Sprachmodells voranschreiten kann. Neuere Studien über Gestensysteme gehörloser Kinder zeigen diese Systematiken und Produktivitäten auf. Über alle Benutzer hinweg neigen diese Systeme dazu, einen stabilen Wortschatz, eine Tendenz zu komplexen Ausdrücken und Nomen-Verb-Paare aufzuweisen. Gestensysteme haben auch die Eigenschaft der Rekursion, die es Systemen ermöglicht, generativ zu sein. Gehörlose Kinder können gesprochene Sprachgesten übernehmen, aber diese Gesten werden verändert, um als sprachliche Markierungen zu dienen. Während sich das Kind entwickelt, werden seine Äußerungen umfangreicher und komplexer. Erwachsene, die zu Hausgebärden nutzen, verwenden Systeme, die ausgereifter sind und mehr sprachliche Merkmale aufweisen als die einfacheren Systeme, die von Kindern verwendet werden.

### Wortschatz
Studien an Kindern und Erwachsenen, die Hausgebärden nutzen, zeigen eine konsistente Paarung zwischen der Form eines Gestenzeichens und seiner Bedeutung. Diese Zeichen werden auch in zusammengesetzten Gesten kombiniert, um neue Wörter zu bilden. Der Mangel an Bidirektionalität bei der Erstellung von Hausgebärdensystemen zwischen Eltern und Kind schränkt die Erfindung von Zeichen mit willkürlichen Bedeutungen ein. Die Entstehung eines konventionellen Wortschatzes verläuft in einem Hausgebärdensystem langsamer als in natürlichen Sprachen mit einem reicheren sozialen Netzwerk. Studien an erwachsenen Hausgebärdennutzern in Nicaragua zeigen, dass zur Kommunikation von Zahlen Kardinalzahlen und Nicht-Kardinalzahlmarkierungen genutzt werden.

### Morphologie
Hausgebärdensysteme haben eine einfache Morphologie. Die Gesten bestehen aus Teilen mit einer begrenzten Anzahl von Handformen. Die Handformen können auf zwei Arten verwendet werden: um eine Hand darzustellen, die ein Objekt nutzt, oder um das Objekt selbst darzustellen. Die morpho-phonologischen Muster bei der Produktion von Handformen ähneln eher konventionellen Handformen in Gebärdensprachen als den Gesten von hörenden Personen. Diese Handformen weisen eine hohe Fingerkomplexität für Objekthandformen und eine niedrige Fingerkomplexität für Handhabungshandformen auf. Hausgebärden verwenden Handformen auch als produktiven morphologischen Marker in Prädikaten und zeigen so eine Unterscheidung zwischen Nomen und Prädikaten. Studien an jugendlichen Hausgebärdenden zeigen die Fähigkeit, Bewegungsereignisse auszudrücken, obwohl sich diese Strategie von den konventionellen Gebärdensprachen unterscheiden. Die Bewegungen der in Hausgebärdensystemen verwendeten Zeichen können in Weglänge und Richtung variieren. Die meisten Handformmorpheme konnten in Kombination mit mehr als einem Bewegungsmorphem gefunden werden und umgekehrt.

### Syntax
Innerhalb eines einzelnen Systems zeigen Hausgebärdende Konsistenzen in einer bestimmten Wortstellung, die das Subjekt der Äußerung unterscheidet, an. Über Hausgebärdensysteme hinweg gibt es eine Präferenz dafür, dass die Handlung am Ende der Äußerung steht. Strukturelle Abhängigkeiten, die zeigen, dass Wörter, die auf der Grundlage einer hierarchischen Struktur oder eines Musters gruppiert sind, wurden bei brasilianischen Hausgebärdenden untersucht, die durchgängig Modifikatoren mit modifiziertem Nomen produzierten. Gestische Markierungen für Verneinung (Kopfschütteln von einer Seite zur anderen) und W-Fragen (Handbewegung) zeigen konsistente Bedeutung, Verwendung und Position. Hausgebärdende markieren grammatische Subjekte in Sätzen und sind in der Lage, das Subjekt vom Thema des Satzes zu unterscheiden. Diese Systeme weisen gewisse Hinweise auf ein prosodisches System zur Markierung von Phrasen- und Äußerungsgrenzen auf.

### Erzählungen
Kinder, die Hausgebärden nutzen, zeigen sehr unterschiedliche Erzählfähigkeiten; ihre Erzählungen weisen jedoch ähnliche Strukturmuster auf. Dazu gehört die Ausarbeitung der grundlegenden Erzählung durch Einbeziehung von Schauplatz, Handlung, Komplikation und zeitlicher Abfolge. Hörende Mütter erzählen seltener mit tauben Kindern als hörende Mütter mit hörenden Kindern, sodass diese Beiträge nur gesprochen und selten gestisch dargestellt werden.

## Bedingungen für die Entstehung
Der Kontext der Entwicklung eines Hausgebärdensystems umfasst eingeschränkten oder keinen Kontakt mit einem gesprochenen oder gebärdeten Sprachmodell sowie Isolation von gehörlosen Kindern und Erwachsenen. Die Entwicklung eines Hausgebärdensystems ist eine häufige Erfahrung gehörloser Kinder in hörenden Familien, da etwa 75 % der hörenden Eltern nicht gebärden und mit ihren gehörlosen Kindern mithilfe einer kleinen Anzahl von Gesten, Sprechen und Lippenlesen kommunizieren. In einem Zuhause mit Eltern, die gehörlos sind oder die Gebärdensprache beherrschen, kann ein Kind die Gebärdensprache auf die gleiche Weise erlernen, wie ein hörendes Kind die gesprochene Sprache erlernen kann.
Hausgebärden sind der Ausgangspunkt für viele Gebärdensprachen. Wenn eine Gruppe gehörloser Menschen ohne gemeinsame Gebärdensprache zusammenkommt, können sie Merkmale ihrer individuellen Hausgebärdensysteme teilen und so eine Dorfgebärdensprache (village sign language) bilden, die sich im Laufe der Zeit als vollständige Sprache etablieren kann. Hausgebärden werden jedoch selten an mehr als eine Generation weitergegeben, da sie im Allgemeinen verblassen, wenn das gehörlose Kind außerhalb des Zuhauses mit Sprache in Berührung kommt.
Gehörlose Kinder, die die Hausgebärden verwenden, unterscheiden sich von Wolfskindern, denen sinnvolle soziale und sprachliche Interaktion vorenthalten ist. Kinder, die die Hausgebärden verwenden, sind bis zu einem gewissen Grad sozial integriert, obwohl ihnen konventionelle sprachliche Interaktion fehlt. Hausgebärdensysteme enthalten einige sprachliche Elemente, und Kinder, die diese Systeme verwenden, können später in der Schule eine natürliche Gebärdensprache erlernen.

### Entwicklung eines Hausgebärdensystems
Das taube Kind ist der Schöpfer eines Hausgebärdensystems. Die Mütter von erwachsenen Hausgebärdenden in Nicaragua wurden befragt, um ihre Rolle bei der Entwicklung des Hausgebärdensystems ihres Kindes zu bestimmen. Die Ergebnisse dieser Studie ergaben, dass Mütter gesprochene spanische Beschreibungen von Ereignissen besser verstanden als Hausgebärden-Beschreibungen, und dass muttersprachliche ASL-Nutzer Hausgebärden-Erzählungen besser verstanden als die Mütter. Dies deutet darauf hin, dass Mütter die Hausgebärdensysteme nicht direkt an ihre tauben Kinder weitergeben. Obwohl die gemeinsamen Sprechgesten der Mütter als erste Grundlage für das Hausgebärdensystem ihres Kindes dienen können, übertreffen Kinder diesen Input. Hörende Mütter teilen normalerweise nicht dasselbe gestische Kommunikationssystem mit dem tauben Kind, verwenden weniger Gesten mit weniger Konsistenz und zeigen unterschiedliche Muster auf Satzebene. Das gestische System eines tauben Kindes überschneidet sich eher mit dem eines anderen Hausgebärdenden, auch kulturübergreifend.
Die Struktur sozialer Netzwerke beeinflusst die Entwicklung eines Hausgebärdensystems und wirkt sich auf die Konventionalisierung von referierenden Ausdrücken unter den Mitgliedern aus. Reichlich vernetzte Netzwerke, in denen alle Teilnehmer über das Kommunikationssystem miteinander interagieren, zeigen eine stärkere und schnellere Konventionalisierung. Hausgebärdensysteme sind typischerweise spärlich vernetzte Netzwerke.

## Auswirkungen des Fehlens eines Sprachmodells
Studien von Deanna Gagne und Marie Coppola über die Fähigkeit zur Perspektivübernahme bei erwachsenen Hausgebärdenden zeigen, dass Hausgebärden experimentelle Aufgaben zu falschen Behauptungen nicht bestehen, obwohl sie soziale Interaktionen visuell beobachten können. Das Verständnis falscher Behauptungen, welches für die Entwicklung der Theorie des Mentalen (Theory of Mind) von wesentlicher Bedeutung ist, erfordert Spracherfahrung und sprachlichen Input. Weitere Studien dieser erwachsenen Hausgebärdenden zeigen, dass Hausgebärden Vorläuferfähigkeiten der Theory of Mind aufweisen, wie z. B. visuelle Perspektivübernahme.
Es hat sich gezeigt, dass das Fehlen einer konventionellen Zahlensprache die Rechenfähigkeit beeinträchtigt. Im Vergleich zu ungeschulten hörenden und gebärdenden gehörlosen Personen produzieren erwachsene Hausgebärdenden nicht immer Gesten, die die Kardinalwerte größerer Mengen genau darstellen, und zeigen keine effektive Anwendung von Fingerzählstrategien. Weitere Studien zeigen, dass Hausgebärdende in der Lage sind, sich an Gesten zu erinnern, die als Substantive, Verben und Adjektive verwendet werden, aber sie zeigen ein schlechtes Zahlengedächtnis, das sich mit zunehmenden Zahlen verschlechtert.

## Interkulturelle Vergleiche
Die syntaktische Struktur ist bei Gruppen von Hausgebärdenden in verschiedenen Kulturen und geografischen Regionen ähnlich, einschließlich der bevorzugten Wortstellung und der Verwendung komplexer Sätze. So weisen beispielsweise die Hausgebärdensysteme von Kindern in der Türkei und den Vereinigten Staaten ähnliche Muster in der Struktur auf Satzebene auf.
Bestimmte Gesten wie Zeigen, Kopfschütteln und Achselzucken haben in allen Kulturen ähnliche Bedeutungen. Kleine Kinder schütteln den Kopf, um eine Verneinung auszudrücken, bevor sie negative Bedeutungen sprachlich ausdrücken. Die meisten kleinen Kinder verwenden das Kopfschütteln jedoch als erstes Zeichen der Verneinung und ersetzen es durch Sprache oder manuelle Gesten, sobald sie die Sprache erworben haben. Kinder, die ein Hausgebärdensystem verwenden, haben keinen Kontakt zu einer strukturierten Sprache und ersetzen das Kopfschütteln daher nicht durch manuelle Gesten, bis sie die Sprache erworben haben.
Die Gebärdensysteme unterscheiden sich zwischen den Kulturen hinsichtlich der Gestenverwendung durch hörende Bezugspersonen. Im Vergleich zu amerikanischen Müttern weisen chinesische Mütter mehr Ähnlichkeiten in der Gestenform (Handform und Bewegung) und Syntax mit den Systemen auf, die ihre gehörlosen Kinder verwenden. Beim Vergleich der Erzählungen chinesischer und amerikanischer gehörloser Kinder produzieren Kinder, die Gebärden sprechen, kulturell angemessene Erzählungen. Die Variabilität zwischen den Gebärdenden ist gruppenintern, wobei verschiedene einzelne Gebärdende ihren eigenen Satz von Gesten für dieselbe Art von Objekt oder Prädikat haben.